# Ingram Bywater
Ingram Bywater (27 juin 1840 - 18 décembre 1914) est un érudit classique britannique.

## Biographie
Il est né à Islington, Londres et fait d'abord ses études à l'University College School et à la King's College School, puis au Queen's College, à Oxford. Il obtient une première classe en modérations (1860) et dans les dernières écoles classiques (1862), et devient membre de l'Exeter College d'Oxford (1863), maître de conférences de grec (1883), professeur Regius de grec (1893-1908), et membre de Christ Church. Il reçoit des diplômes honorifiques de diverses universités et est élu membre correspondant de l'Académie prussienne des sciences .
Il est surtout connu pour ses éditions d'ouvrages philosophiques grecs : Heracliti Ephesii Reliquiae (1877) ; Prisciani Lydi quae extant (édité pour l'Académie de Berlin dans le Supplementum Aristotelicum, 1886) ; Aristote, Ethica Nicomachea (1890), De Arte Poetica (1898) ; Contributions to the Textual Criticism of the Nicomachean Ethics (1892). 
Bywater est associé à l'Oxford Aristotelian Society depuis sa création au début des années 1880 et reste sa principale force directrice jusqu'à sa retraite en 1908. Il y discute avec des universitaires tels que John Alexander Smith (en), Harold Joachim et William David Ross des détails de la philologie aristotélicienne, de la critique textuelle et de la traduction. Les discussions de la Société conduisent à la traduction complète des œuvres d'Aristote, d'abord sous la direction conjointe de Smith et Ross et plus tard sous Ross comme éditeur unique, entre 1912 et 1954.

## Collection
Bywater est un bibliophile expert et lègue environ 4 000 volumes de sa collection à la Bodleian Library d'Oxford en 1915. Sa collection illustre l'histoire de l'apprentissage classique et contient les noms de grands et obscurs humanistes européens du début des XVIe et XVIIe siècles, la plupart des livres datant d'avant 1650. Aristote et ses commentateurs sont également bien représentés dans la collection. Environ 50 livres ont MS marginalia par des universitaires, près de 200 sont dédicacés et environ 50 portent les armes de De Thou sur les reliures. On dénombre environ 150 incunables (dont 31 grecs) et plus de 1 100 livres (dont 459 grecs) imprimés dans la première moitié du XVIe siècle, dont un tiers par les presses parisiennes. La bibliothèque Bodleian a également acquis quelque 64 volumes de matériel MS, notamment la correspondance de Bywater avec d'éminents universitaires européens. La collection couvre également de nombreuses langues, dont le latin, le grec, l'italien et l'allemand.